# Гельсінський метрополітен
Гельсінський метрополітен (фін. Helsingin metro, швед. Helsingfors metro) — система метро в Гельсінкі, Фінляндія. Це найпівнічніше метро у світі і досі єдине у Фінляндії. Метро було відкрито для пасажирів 2 серпня 1982 після 27 років планування. Контроль над ним здійснюється організацією Helsinki City Transport (HKL) — філією Helsinki Regional Transport Authority (HSL). Гельсінський метрополітен перевозить 50 мільйонів пасажирів щороку.
Система складається з однієї роздвоєної лінії метро (загальною довжиною 43 кілометри) та розміщених на ній 30 станціях. Переважно вона обслуговує тісно побудовані передмістя східної частини Гельсінкі, проте також використовується в центрі міста. Розширення «Ленсіметро» (Länsimetro) продовжує лінію до західної частини Гельсінкі та до південної частини міста-супутника Еспоо.
Місцева залізнична мережа, що надає послуги в північному та північно-західному напрямках, не перетинається з системою метро, але пасажири можуть пересісти з потяга на потяг на Гельсінкі-Центральний (станція метро Раутатіенторі).

## Історія
Ідея будівництва метрополітену в Гельсінкі з'явилася у вересні 1955 року. З цією метою й був створений спеціальний будівельний комітет. Перший проект був готовий у березні 1963 року, який включав в себе систему загальною довжиною в 86,5 км і налічував 108 станцій. У результаті було вирішено побудувати тільки одну лінію між станціями Камппі і ПУОТ.
Масштабне будівництво метрополітену почалося 7 травня 1969. До 1971 року завершилося будівництво перегону Роіхупелто-Херттоніемі, а вже в 1977 році заплановане до того моменту будівництво метрополітену було завершено. Однак, через певні обставини перший потяг пройшов тільки в 1982 році. Незважаючи на те, що в метро вільний доступ був відкритий 1 червня, офіційне відкриття відбулося тільки 2 серпня.
Спочатку метро налічувало лише шість станцій ділянки Раутатіенторі — Ітякескус. Пізніше були побудовані ще 12 станцій.

### Розширення метрополітену
- 1971: «Херттоніемі» — депо «Роіхупелто» (тестова колія)
- 1 червня 1982: «Раутатіенторі» — «Ітякескус» (без станцій «Кайсаніемі», «Серняйнен» і «Каласатама»)
- 2 серпня 1982: офіційна церемонія відкриття
- 1 березня 1983: «Камппі» — «Раутатіенторі»
- 1 вересня 1984: відкрита станція «Серняйнен»
- 21 жовтня 1986: «Ітякескус» — «Контула»
- 1 вересня 1989: «Контула» — «Меллунмякі»
- 16 серпня 1993: «Руохолахті» — «Камппі»
- 1 березня 1995: відкрита станція «Кайсаніемі»
- 31 серпня 1998: «Ітякескус» — «Вуосаарі»
- 1 січня 2007: відкрита станція «Каласатама»
- 18 листопада 2017: «Руохолахті»—«Матінкюля» (8 стацій)

## Цікаві факти
- У підземному тунелі довжиною всього лише близько 1 км в центральній частині міста зосереджено відразу три станції метро — Кампі, Раутатіенторі і Гаканіемі.
- Станції Kamppi, Rautatientori, Itäkeskus і Vuosaari безпосередньо пов'язані з торговими центрами. На Кампі це однойменний молл, об'єднаний з автовокзалом. На Rautatientori — це Asematunneli — багаторівневий підземний комплекс, об'єднаний підземними тунелями з Центральним залізничним вокзалом і торговим центром Forum, а також універмагами Sokos і Stockmann. На станції Itäkeskus — найбільший у Скандинавії і Фінляндії молл Itis. На станції Vuosaari — торговий комплекс Columbus.

## Галерея

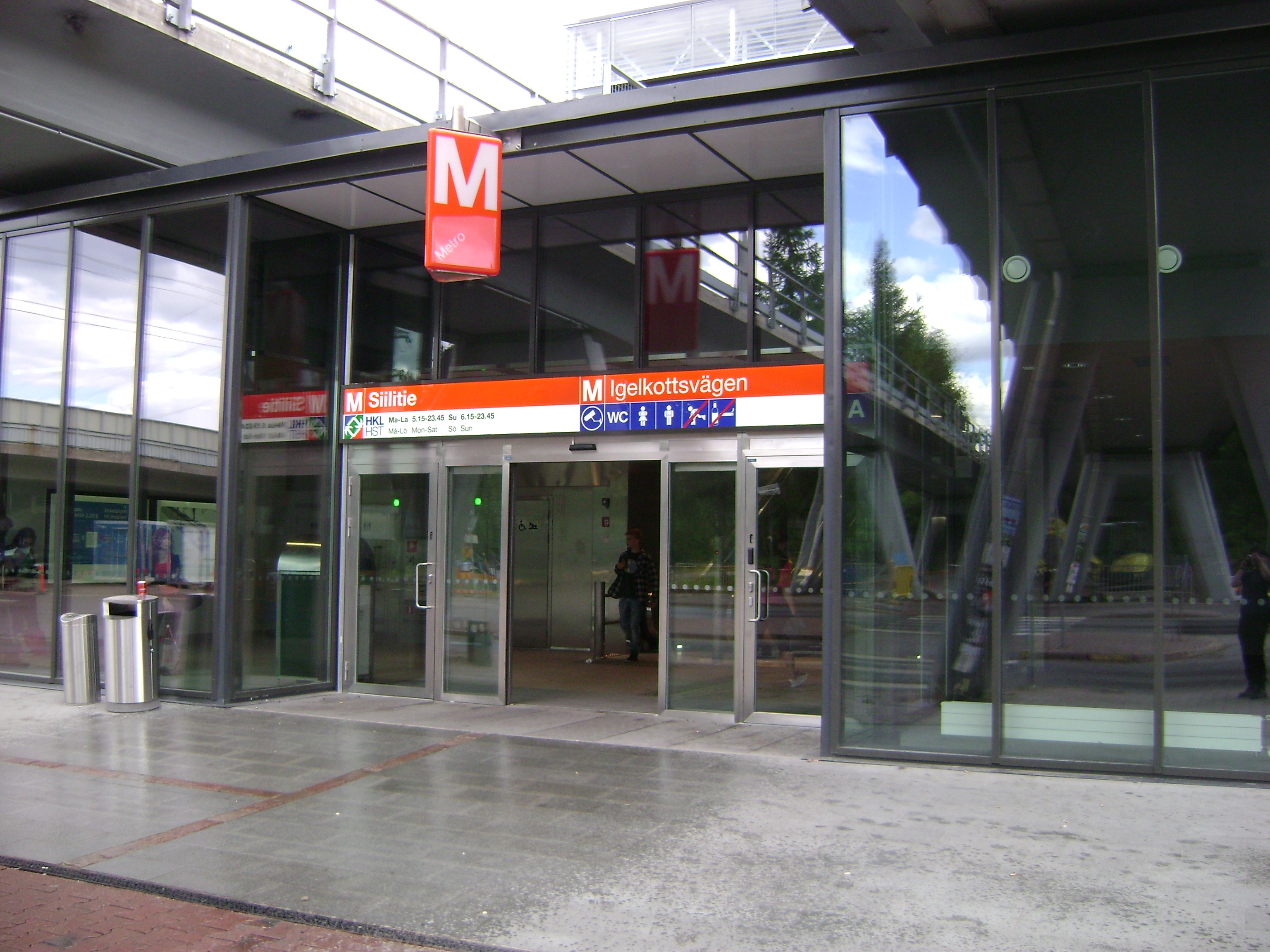
Вихід зі станції «Сійлітіе»
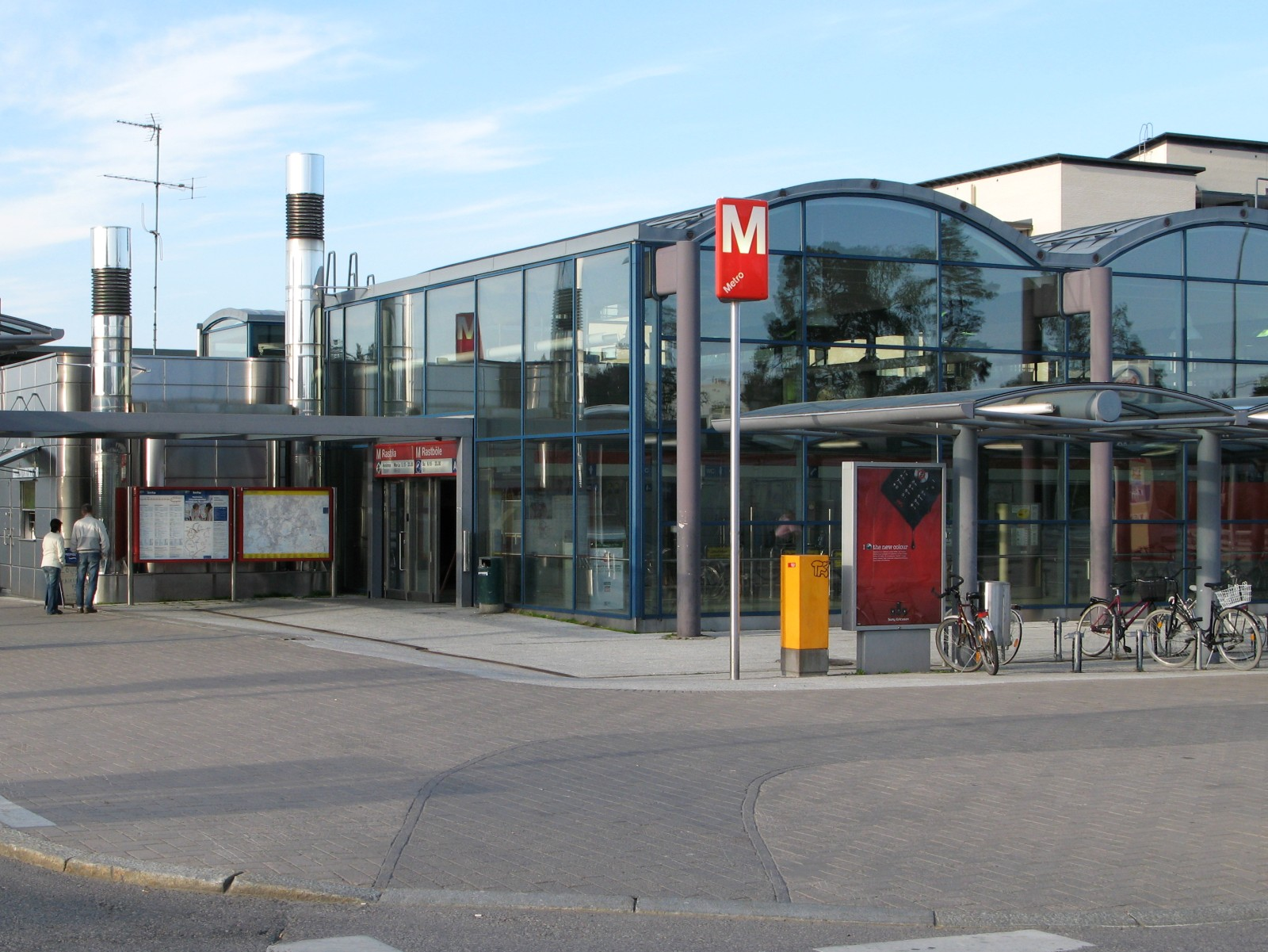
Вихід зі станції «Растіла»
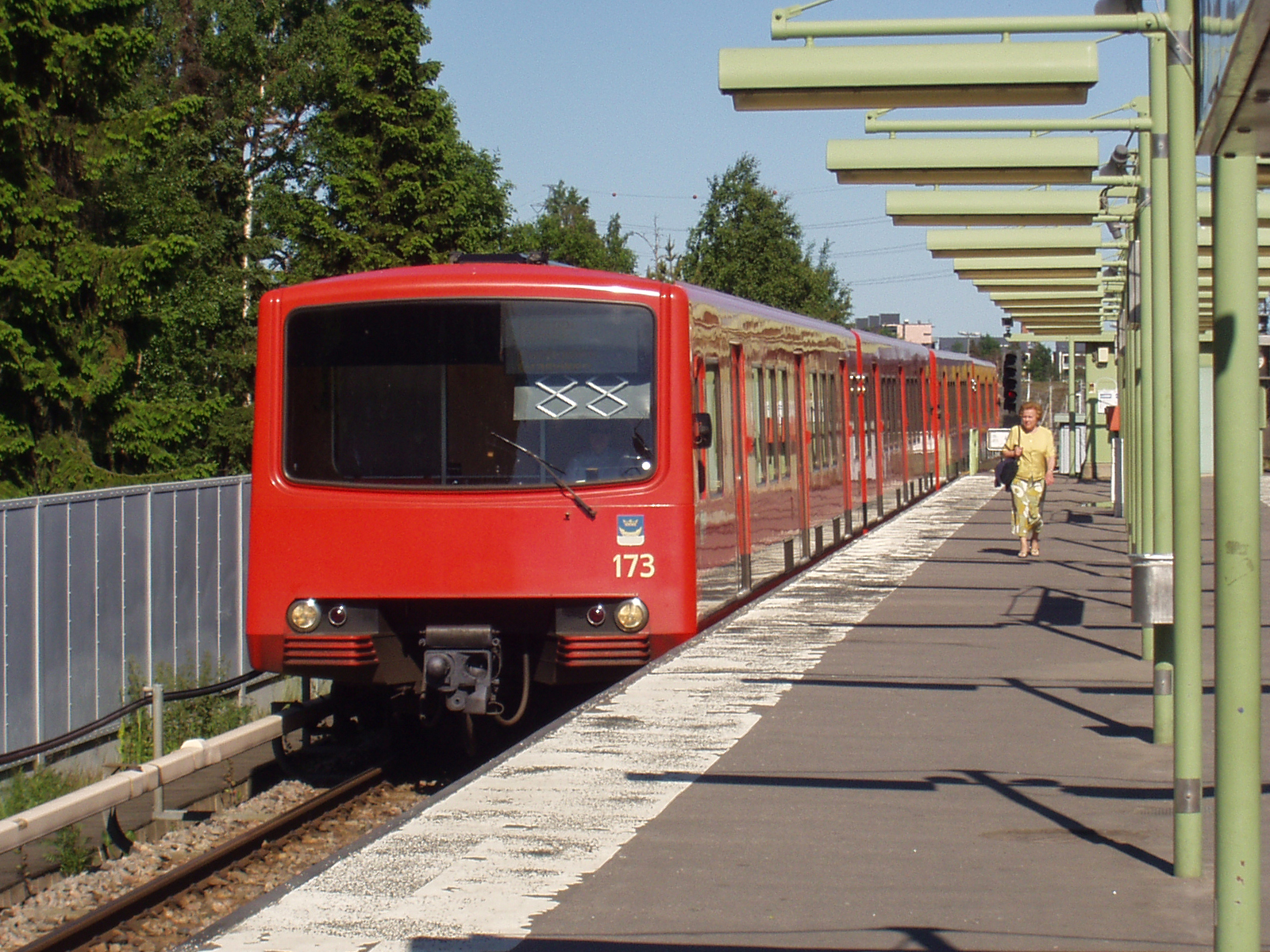
Потяг на наземній станції
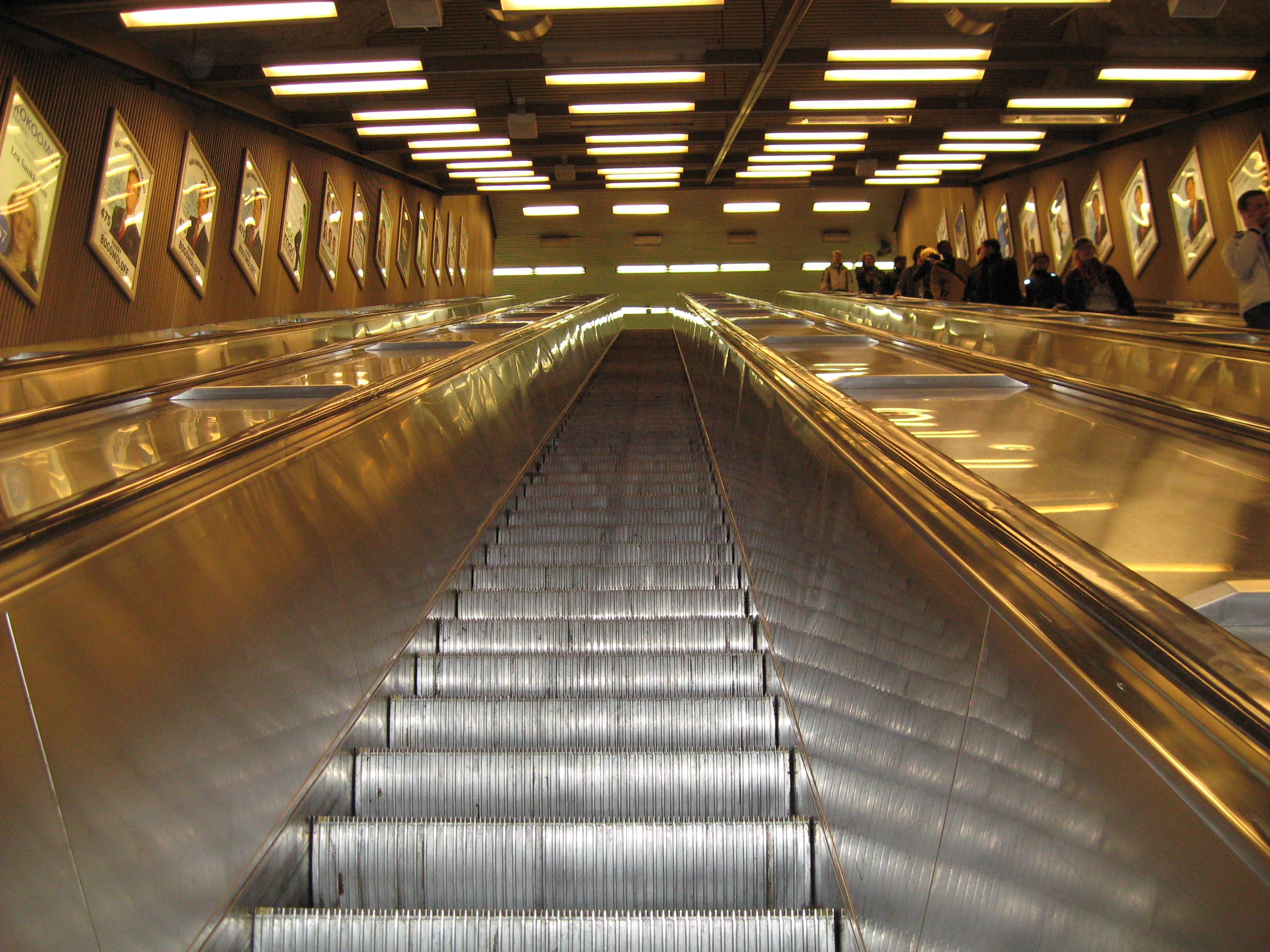
Ескалатор на станції «Раутатіенторі»
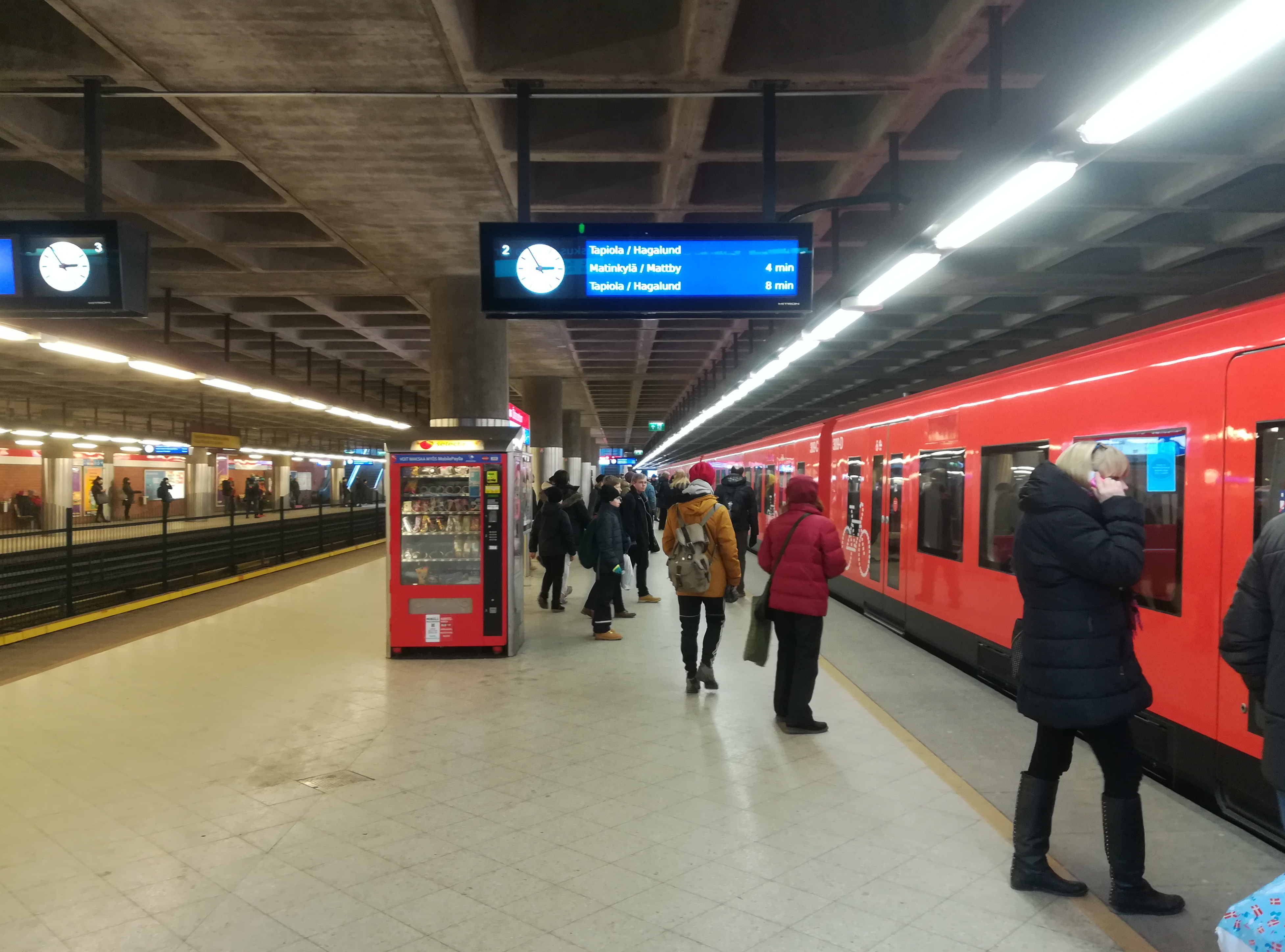
Платформа станції «Ітякескус»
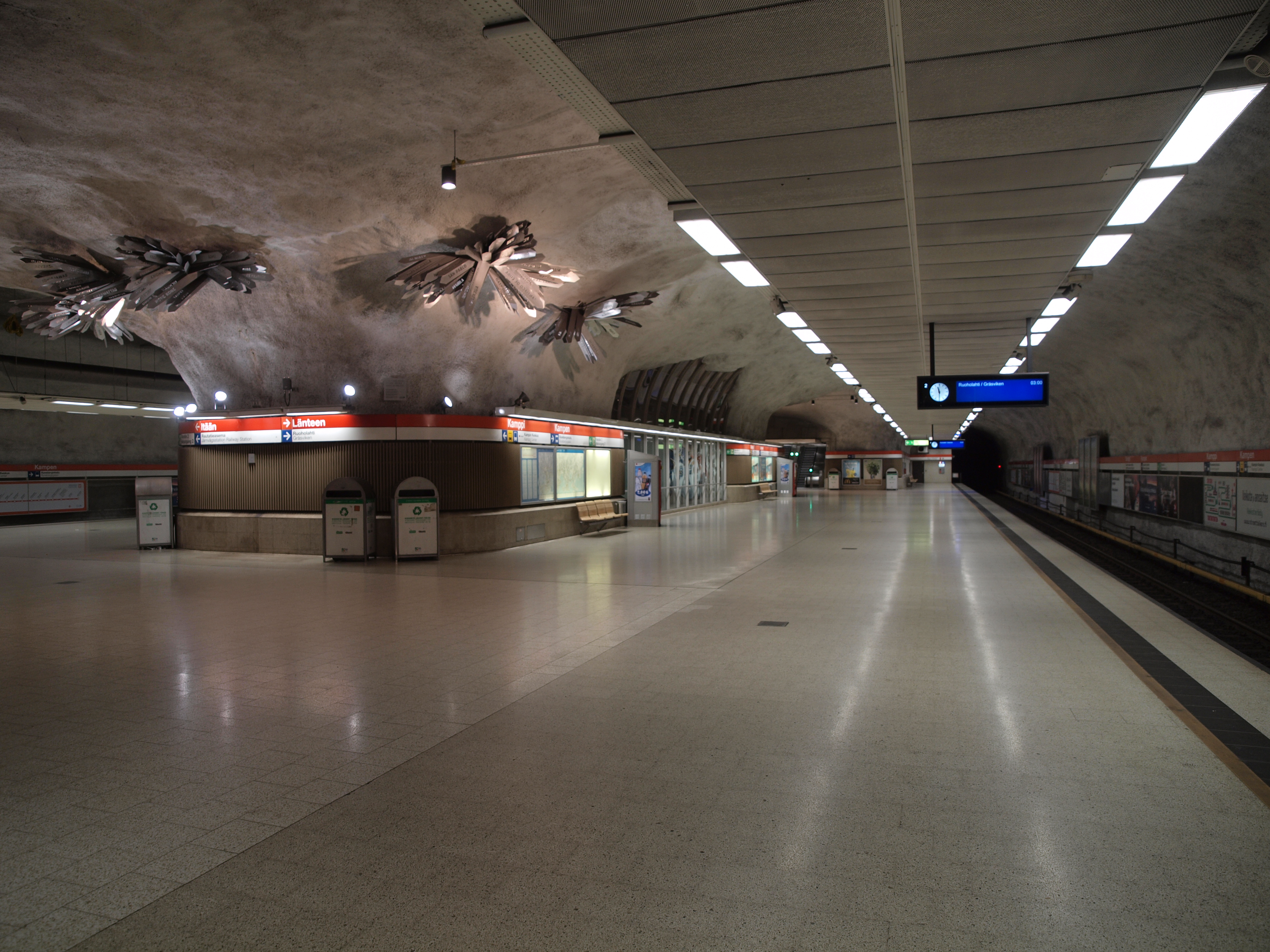
Платформа станції «Камппі»
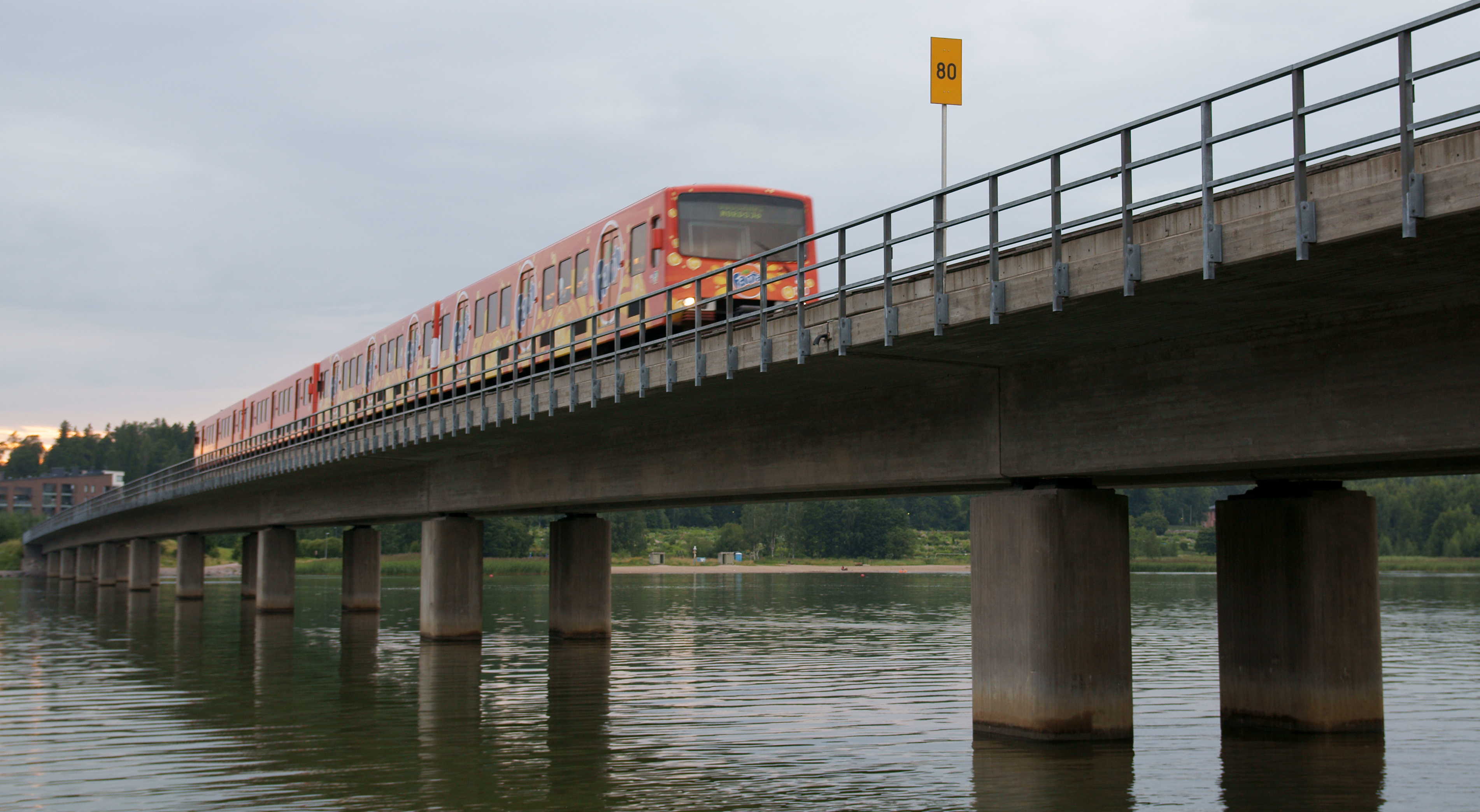
Потяг на метромосту
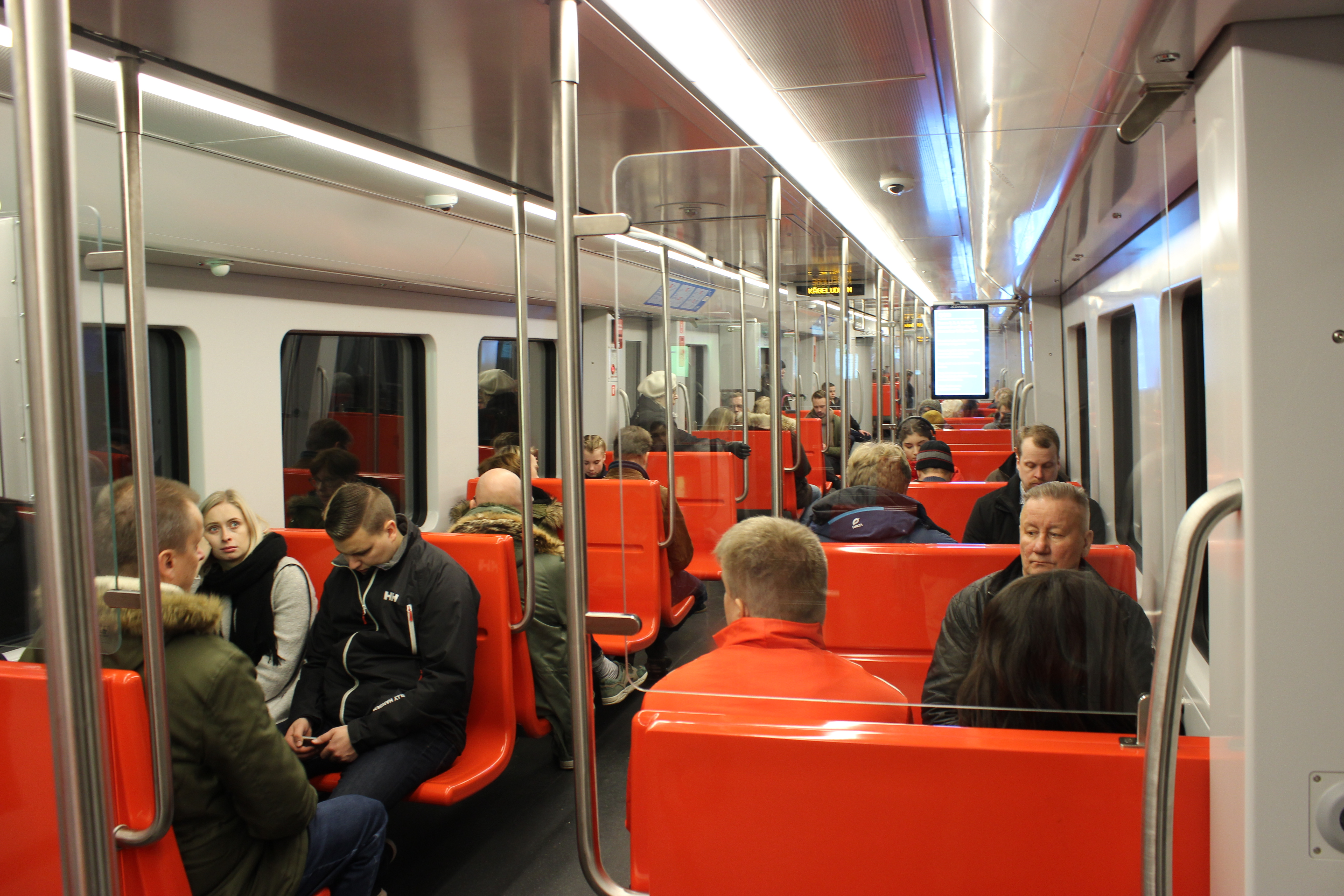
Всередині вагона серії M300